# Кастріот Імері
Кастріот Імері (алб. Kastriot Imeri, нар. 27 червня 2000, Женева) — швейцарський футболіст косоварського походження, півзахисник клубу «Янг Бойз».

## Клубна кар'єра
Народився у Женеві в сім'ї косоварів. Почав грати у футбол у місцевому клубі «Мейрін», з якого потрапив до академії «Серветта», де він пройшов усі юнацькі рівні
Дебютував у першій команді «Лозанни» 3 червня 2017 року в грі Челлендж-ліги проти «Ле-Мона» (1:0). З наступного сезону 2017/18 став основним гравцем команді, якій 2019 року допоміг посісти 1 місце та вийти до Суперліги. 27 липня 2019 року в грі проти «Сьона» (0:0) Імері дебютував у вищому швейцарському дивізіоні, а 23 лютого 2020 року він забив дебютний гол у Суперлізі реалізувавши пенальті в грі проти «Базеля» (2:2).

## Виступи за збірні
Гравець юнацьких та молодіжних збірних Швейцарії. З молодіжною командою поїхав на молодіжний чемпіонат Європи 2021 року в Угорщині та Словенії, де в матчі проти Хорватії відзначився голом, але його команда програла 2:3.

## Титули і досягнення
- Чемпіон Швейцарії (1):

«Янг Бойз»: 2022-23
- Володар Кубка Швейцарії (1):

«Янг Бойз»: 2022-23